# カホーウカ (ミサイル艇)
U154 カホーウカ(ウクライナ語: U154 Каховка カホーウカ)は、ウクライナのミサイル艇(Ракетний катер)である。艇名は、中部ウクライナの都市カホーウカに因む。

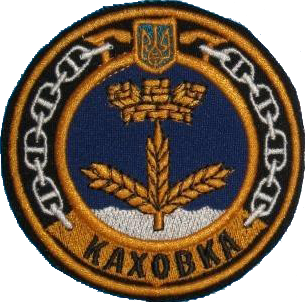

## 概要

### 建造
U154 カホーウカは、ソ連時代に206MR号計画「ヴィーフリ」型大型ミサイル艇の8番艇として建造された。建造時の名称は、「タタールのコムソモール員」という意味のコムソモーレツ・タターリイ(ロシア語: Комсомолец Татарии カムサモーリェツ・タターリイ)で、スレドネ＝ネーフスキイ造船工場で起工された。1980年には竣工し、クリミア自治共和国チェルノモールスコエに本拠を置く黒海艦隊第296ミサイル艇旅団第41ミサイル艇戦隊に配属された。
ソ連が崩壊すると、共産主義的な名称は嫌われコムソモーレツ・タターリイはR-265(Р-265 エール・ドヴィェースチ・シヂスャート・ピャーチ)に改称された。

### 独立ウクライナ
ソ連崩壊後、黒海艦隊に所属していた206MR型大型ミサイル艇の帰属はロシア海軍とウクライナ海軍の間で争われることになった。最終的に、R-265は1995年12月30日付けでロシア海軍を除籍となった。ウクライナ海軍へ編入されたR-265は、1996年1月10日には、中部ウクライナの歴史ある都市に因んでU154 カホーウカと改称された。
その後、ウクライナ海軍では財政的な事情と艇自体の老朽化により206MR型ミサイル艇の退役を進めた。結局、グルジアに譲渡されたU150 コノトープを除いては、稼動状態に置かれたのはU154 カホーウカとU153 プルィルークィのみであった。これら残る2 隻も2007年中には除籍される予定であったが2008年まで運用され、事実2008年8月には、南オセチア紛争に派遣されてセヴァストーポリに帰港したロシア艦隊に対し出動した。2012年に退役、スクラップ化された。